# Parque Nacional de las Murallas de Jerusalén-Ciudad de David
El Parque Nacional de las Murallas de Jerusalén-Ciudad de David es un parque nacional israelí. Abarca los restos de la antigua Ciudad de David, situada al sur del Monte del Templo.

## Lugares de interés en la Ciudad de David
- Túnel de Ezequías: es un túnel de 533 metros. Según 2 Crónicas 32:30 fue realizado por Ezequías para traer agua de la fuente del Gihón en el valle de Kidron a la piscina de Siloé.[2]
- Piscina de Siloé: un estanque rectangular bizantino. En el pasado era un estanque más grande.[2]
- Pozo de Warren: un antiguo pozo vertical de 30 metros de altura que recibe su nombre del investigador británico Charles Warren, que lo descubrió en 1867. Durante mucho tiempo, los investigadores supusieron que el pozo formaba parte del antiguo sistema de agua que daba acceso a los habitantes cananeos de la ciudad de Jebús al manantial de Gihón en tiempos de asedio. Desde las excavaciones de 1995, la suposición aceptada es que el pozo solo se hizo durante el período del Reino de Judá, y que los cananeos sacaron agua de un gran estanque excavado en la roca dentro de las murallas de la ciudad.[2]
- El canal de drenaje central: del final del período del Segundo Templo, desde el área del Muro de las Lamentaciones hasta la antigua Piscina de Siloé en la Ciudad de David. Los visitantes pueden caminar a lo largo de él para regresar desde la Piscina de Siloé hasta la entrada a la Ciudad de David y al Centro Davidson.[2]
- Gran Estructura de Piedra: es posible que se trate del palacio del rey David.[4]
- Área G: área de excavación en el lado oriental de la Ciudad de David, que fue excavada por primera vez por la arqueóloga británica Kathleen Kenyon en la década de 1960 y luego por el arqueólogo Yig'al Shilo. En esta zona destaca la Estructura de Piedra Escalonada que puede ser una parte del palacio real[5] y la Casa de Ahiel (llamada así por un fragmento de arcilla con el nombre Ahiel encontrado allí).[2]
- La Fuente del Gihón: gracias a este manantial, aquí ya hubo asentamientos humanos en tiempos prehistóricos, que crecieron y aumentaron a partir de la época cananea en adelante. El rey Salomón fue ungido en este lugar según 1 Reyes 1:38-39.[2]
- Las fortificaciones de la Fuente de Gihón: en las excavaciones arqueológicas realizadas en los últimos años se ha descubierto un vasto sistema de fortificaciones que rodea el manantial de Gihón y lo protege de los enemigos, con una enorme torre construida con enormes rocas. Se han fechado en el período cananeo (siglo XVIII a. C.).[2]
- Murallas de la Ciudad Vieja de Jerusalén: restos de muralla de diferentes periodos, incluyendo el periodo cananeo y el del Reino de Judá (siglo VIII a. C.).[2]
- Las excavaciones de Ophel: Ophel es una colina al sur del Monte del Templo, al norte de la Ciudad de David. Aquí se han descubierto escaleras antiguas para los peregrinos al Monte del Templo (frente a las Puertas de Hulda), un sistema de fortificaciones del período del Primer Templo (según el arqueólogo Eilat Mazar) y palacios musulmanes del período Omeya (siglos VII–VIII d. C.).[2]
- El Gehena[2]
- Los barrios históricos de Yemin Moshe y Mishkenot Sha’ananim.[2]